# 대한민국의 반도체 산업
대한민국은 메모리 반도체 시장에서 세계 1위를 기록하고 있으나, 그 수출액은 2018년 830억 달러에서 2023년 429억 달러로 줄었다.

## 시장 점유율
세계 비메모리 시장 점유율은 매출 기준 미국이 54.5%, 대만이 10.3%, 일본이 9.2%, 중국이 6.5%, 한국은 3.3%이다.

## 주요 기업
- SK하이닉스
- 삼성전자
- DB하이텍
- 하나마이크론
- 텔레칩스